# Ectoceras helferi
Ectoceras helferi är en spindeldjursart som beskrevs av Stecker 1875. Ectoceras helferi ingår i släktet Ectoceras och familjen tvåögonklokrypare. Inga underarter finns listade i Catalogue of Life.